# 河渡村
河渡村（ごうどむら）は、かって岐阜県本巣郡にあった村である。
現在の岐阜市河渡、西河渡などに該当する。
中山道の宿場、河渡宿が設置されていた村である。
当村発足時は方県郡の村であったが、郡の分割により本巣郡の村となっている。

## 歴史
- 1889年（明治22年）7月1日 - 町村制により、河渡村発足。
- 1897年（明治30年）4月1日[2] - 方県郡が分割され、河渡村は本巣郡の村となる。
- 1897年（明治30年）4月1日 - 寺田村、曽我屋村、一日市場村と合併して合渡村発足。同日河渡村は廃止。